# Завоље
Завоље је насељено мјесто у Босни и Херцеговини, у општини Кључ, које административно припада Федерацији Босне и Херцеговине. Према попису становништва из 1991. у насељу је живјело 117 становника.

## Становништво
| Националност       | 1991. | 1981. | 1971. | 1961. |
| Срби               | 116   | 166   | 273   |       |
| Југословени        | 1     | 6     |       |       |
| остали и непознато |       | 1     |       |       |
| Укупно             | 117   | 173   | 273   | '     |

| Демографија | Демографија | Демографија |
| Година      | Становника  | Становника  |
| ----------- | ----------- | ----------- |
| 1961.       | 319         |             |
| 1971.       | 273         |             |
| 1981.       | 173         |             |
| 1991.       | 117         |             |